# Khướu mỏ dẹt vàng
Khướu mỏ dẹt vàng (danh pháp khoa học: Suthora verreauxi) là một loài chim trong họ Paradoxornithidae hoặc xếp trong phân họ Paradoxornithinae của họ Sylviidae.
Môi trường sống tự nhiên của nó là những cánh rừng miền núi ẩm thấp nhiệt đới hay cận nhiệt đới. 

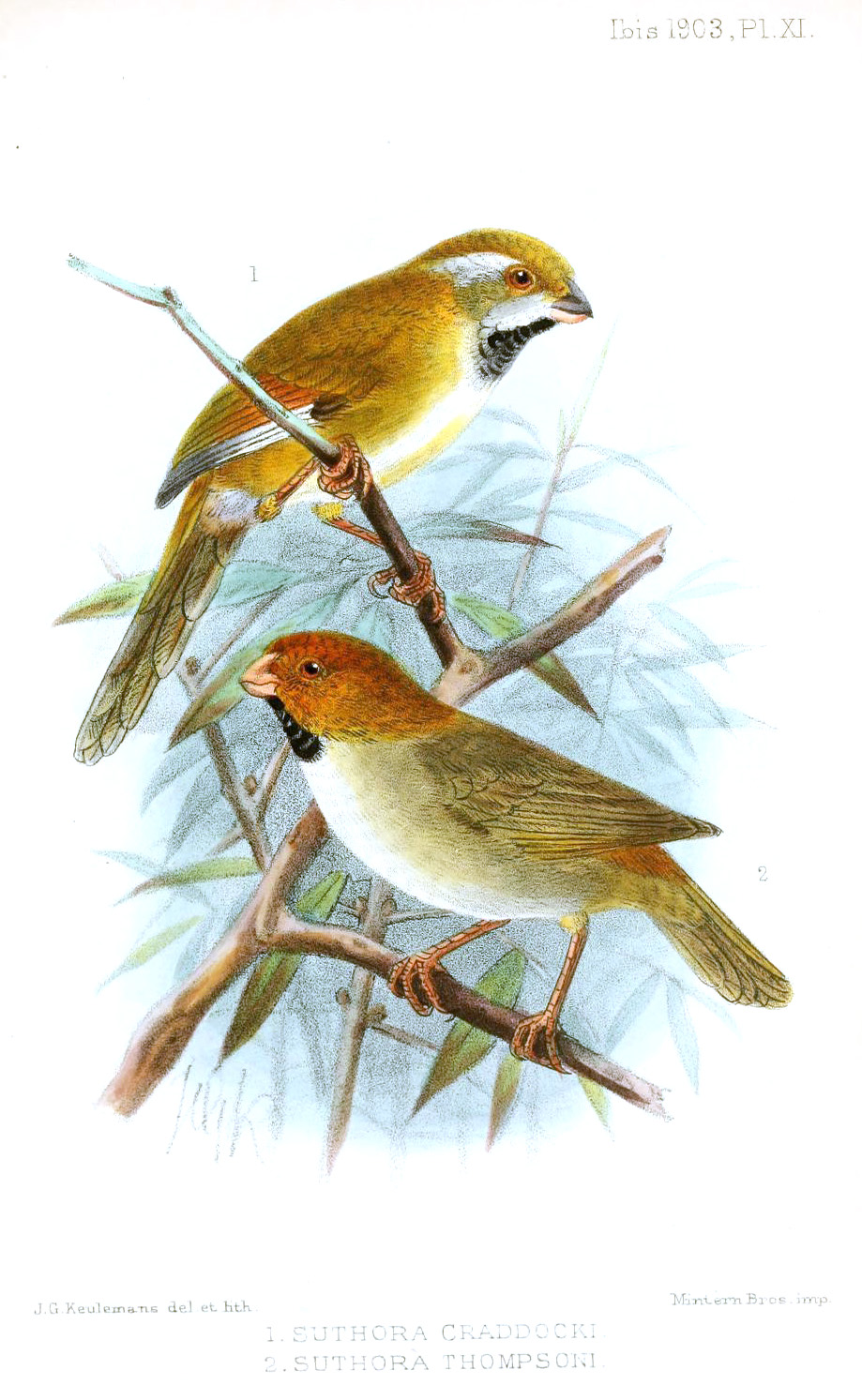
S. v. craddocki (con trên)

Tên khoa học của nó là nhằm vinh danh nhà điểu học người Pháp là Jules Verreaux.

## Phân loài
- S. v. craddocki Bingham, 1903: Đông bắc Myanmar tới tây bắc Việt Nam.
- S. v. verreauxi Sharpe, 1883: Trung Trung Quốc.
- S. v. pallida La Touche, 1922: Đông nam Trung Quốc.
- S. v. morrisoniana Ogilvie-Grant, 1906: Đài Loan.